# Rue du Plan Incliné
La rue du Plan Incliné est une rue du quartier des Guillemins, à Liège en Belgique, reliant la gare des Guillemins à la bretelle autoroutière A602.
Cette rue est ainsi dénommée parce qu'elle mène au plan incliné ferroviaire conçu en 1842 par l'ingénieur Henri Maus.

## Rues adjacentes
- Rue Bois-l'Évêque
- Rue de Chestret
- Rue de Sélys
- Place des Guillemins
- Rue des Guillemins
- Rue Hemricourt
- Rue Simonon
- Rue Édouard Wacken

### Galerie

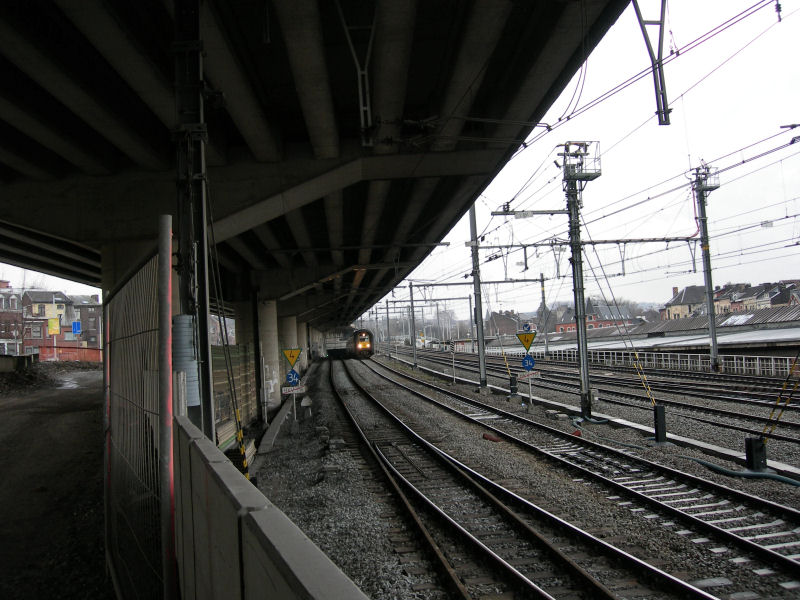
Les rails menant de la gare au plan incliné vers Ans, surmontés de l'autoroute conduisant au tunnel sous Cointe
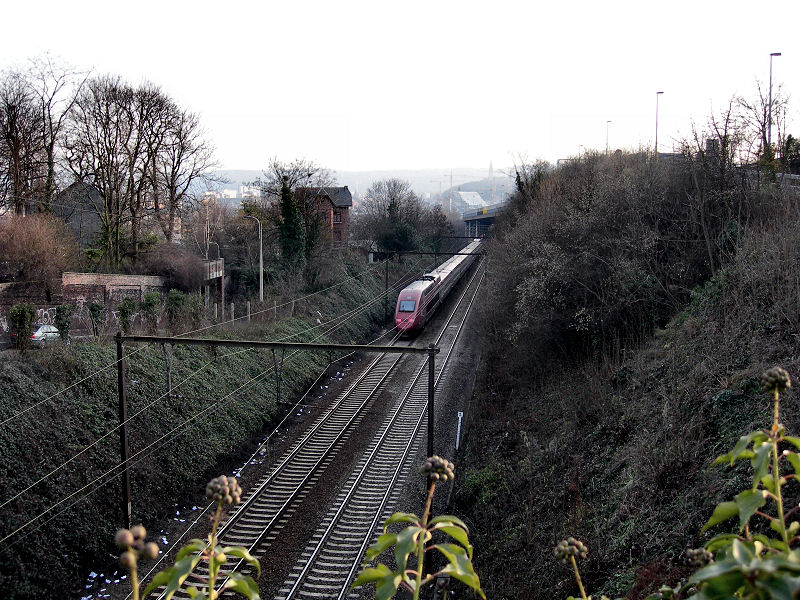
Un TGV Thalys descendant le plan incliné vers les Guillemins, janvier 2006
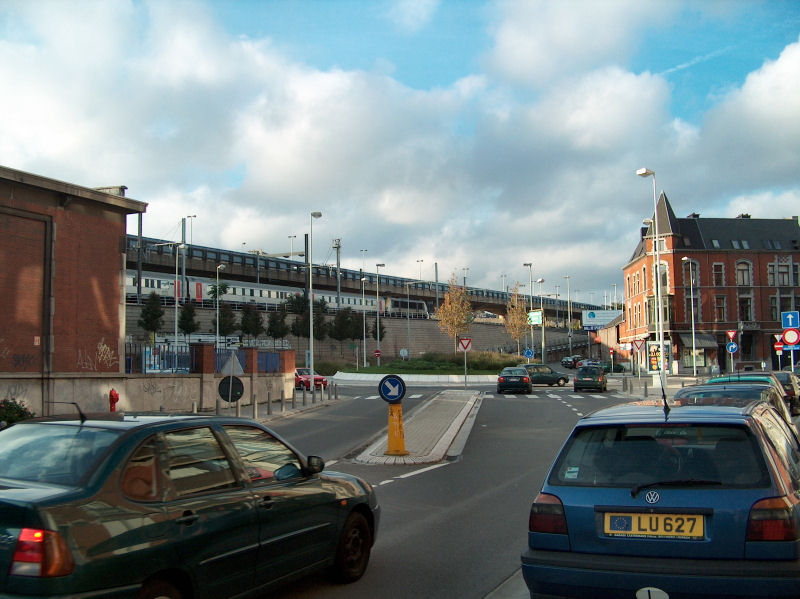
Au bout de la rue : le plan incliné ferroviaire surmonté de la bretelle d'autoroute A602